# Клейнфонтейн
Клейнфонтейн (африк. Kleinfontein) — поселение в ЮАР, в котором проживают исключительно африканеры. Находится неподалёку от Претории, основано африканерами в 1992.

## История
Основан потомками пришедших через великий трек и буров, декларирующими право на самоопределение. Критерии для жизни в Клейнфонтейне основаны на культурных, лингвистических, традиционных и религиозных убеждениях, и его люди ассоциируют себя с историей битвы на Кровавой реке и другими «историческими фактами, касающимися нашей борьбы за независимость для народа африканеров». По состоянию на 2012 год это был один из немногих оставшихся исключительно белых населённых пунктов Южной Африки. Посёлок был признан культурной общиной законодательным собранием Гаутенга.
Земля, которая стала Клейнфонтейном, привлекла внимание африканеров в 1988 как место битвы у Даймонд-Хилла, а также в качестве исторического кладбища и мемориала англо-бурской войны. Когда земля была выставлена на продажу в 1992, группа из 50 африканеров приобрели собственность, и начали набирать акционеров для развития инфраструктуры.

## Критика
Клейнфонтейн был подвергнут критике за свою политику запрета на поселение в общине всех католиков, азиатов и негров, а также евреев. Протесты были проведены в мае 2013, когда сообщество отклонило ходатайство темнокожего мужчины о покупке дома в сообществе. Сообщество также подверглось критике со стороны правительства Южной Африки за участие в «разделении Южной Африки». Жители общины защищают свою точку зрения, заявляя, что защищают свою собственную отдельную культурную самобытность. Некоторые жители сообщества также возражают против «ограниченного» характера сообщества, которое не позволяет им продавать свой дом покупателю по своему выбору.